# Jørgen Mogensen (sløjd)
Jørgen Maigaard Mogensen (født 5. februar 1948 i Seden ved Odense) har været ministeriel sløjdkonsulent samt lokalpolitiker og lokalhistoriker. Han har siddet i utallige bestyrelser og udvalg og har skrevet mange bøger og artikler.

## Sløjdinnovator
På landsplan har Jørgen Mogensen virket innovativt i tale, skrift og gerning for skolefaget sløjd hen over årtusindskiftet. I årene 1996–2003 var han undervisningsministeriets sidste fagkonsulent i sløjd. Et halvt år efter nedlæggelsen af sløjdkonsulentstillingen oprettedes en fagkonsulentstilling for sløjd, håndarbejde og hjemkundskab, uanset at ingen er ekspert i alle tre fag. Også efter sin sløjdkonsulenttid har Jørgen Mogensen fortsat sit faglige og oplysende arbejde på sløjdfronten, og ingen ung sløjdlærer har nogensinde henvendt sig forgæves til Jørgen Mogensen. Han er fortsat med at hjælpe med kyndige råd og vejledning.

## Sløjduddannelse
Efter lærereksamen fra Holbæk Seminarium i 1971 har Jørgen Mogensen suppleret med en alsidig sløjdlæreruddannelse, idet han i 1972 blev træsløjdlærer fra Askov Sløjdlærerskole, i 1979 metalsløjdlærer fra Dansk Sløjdlærerskole, i 1981 videregående kursus i motorlære fra Sløjdhøjskolen i Esbjerg, og endelig i 1983 den udvidede sløjdlærereksamen fra Dansk Sløjdlærerskole på Værnedamsvej; det var den uddannelse, man kunne få, da cand.pæd. og PD i sløjd endnu ikke fandtes.
Han har foretaget en række ekskursioner for at studere sløjd i England (1983), på Færøerne (1992), Finland to gange omkring 2000, Sverige 2007 og 2009, Norge 1999.

## Fagligt virke inden for sløjd
Jørgen Mogensen var beskikket censor i sløjd i folkeskolen 1996–2007, og sammen med Chen Hanghøj fra Dansk Sløjdlærerskole har han udgivet den inspirerende vejledning »Prøven i sløjd« på Dansk Skolesløjds Forlag i 1997. Jørgen Mogensen var formand for Dansk skolesløjds Forlag 2003–2009. Han har været timelærer på Dansk Sløjdlærerskole og censor ved seminarierne. 1974-2010 underviste han i bl.a. sløjd og historie på Holbergskolen i Dianalund på Vestsjælland.

## Politiker
Jørgen Mogensen har været kommunalpolitiker i Dianalund 1986–2007 som repræsentant for SF og har siddet i forskellige udvalg og styregrupper.
Hans kulturelle og samfundsmæssige engagement har endvidere ført til medlemskab af Kunstnergårdens Venner, og han er næstformand i Dianalund Borgerforening m.v.

## Historiker
Jørgen Mogensen har ikke kun været sin skoles sløjd- og historielærer og EMU-redaktør også for historie, men han er også en engageret lokalhistoriker, der holder foredrag om lokalhistoriske emner, guider ture i lokalområdet og arbejder som deltidsarkivar ved lokalarkivet i Dianalund. Det er også blevet til 13 bind i serien Langs Landevej 255 om Dianalund kommunes kulturhistorie.

## Privatliv
Jørgen Mogensen er gift og har fire voksne børn. Hans kone Rita er fagligt aktiv som konsulent for fremmedsprogsundervisning (engelsk).

## Udgivelser inden for sløjd
Jørgen Mogensen har skrevet bøgerne:
- Sløjd, sådan kan det gøres (DS-forlag 1993) ISBN 87-87745-29-1
- Sløjdhåndbogen (Kroghs Forlag 2004) ISBN 87-624-0576-4

Været medforfatter og redaktør på bøgerne:
- Fælles Mål i Praksis (DS-forlag 2004) ISBN 87-87745-32-1
- Elevens bog i Sløjd (DS-forlag 2006) ISBN 87-87745-34-8
- Eksemplariske Undervisningsforløb (ark i løsblade) (DS-forlag siden 2007)
- Derfor Sløjd (Danmarks Sløjdlærerforenings Forlag 2003) ISBN 87-89714-02-4

Han har været medforfatter til
- hæfterne Prøver Evaluering Undervisning, der udkom hvert år i 1996-2004 fra Undervisningsministeriet
- Rum, Form Funktion i Folkeskolen, temahæfte 2, Undervisningsministeriet 2000
- Velkommen til samarbejde , Praktisk Musiske fag, Udgivet af Skole og Samfund og KL 2006

Han har desuden skrevet omkring 60 artikler i bladet SLØJD og dets forgængere.
Han er redaktør på EMU.dk undervisningsportalen for sløjd:
- http://www.emu.dk/gsk/fag/slo/index.html Arkiveret 8. april 2009 hos  Wayback Machine og
- http://www.emu.dk/elever4-6/fag/slo/index.html Arkiveret 29. juni 2008 hos  Wayback Machine